# Clemens Wallishauser
Clemens Wallishauser, né le 9 novembre 1973 à Vienne, est un joueur de squash représentant l'Autriche. Il atteint en février 1999 la 77e place mondiale sur le circuit international, son meilleur classement.
Il est champion d'Autriche à trois reprises consécutives entre 1997 et 1999.

## Biographie
En 2004, il est à nouveau champion d'Autriche face à Andreas Fuchs en finale, mais perd le titre et il est suspendu à vie par la fédération autrichienne en raison d'un autre test de dopage positif pour la marijuana. Il reste toutefois éligible pour jouer au niveau international car l'agence antidopage qui aurait pu l'interdire n'existe pas encore à l'époque. En 2011, l'interdiction est rétroactivement réduite à huit ans et expire en mars 2012.

## Palmarès

### Titres
- Championnats d'Autriche: 3 titres (1997-1999)